# Adria (lokal w Warszawie)

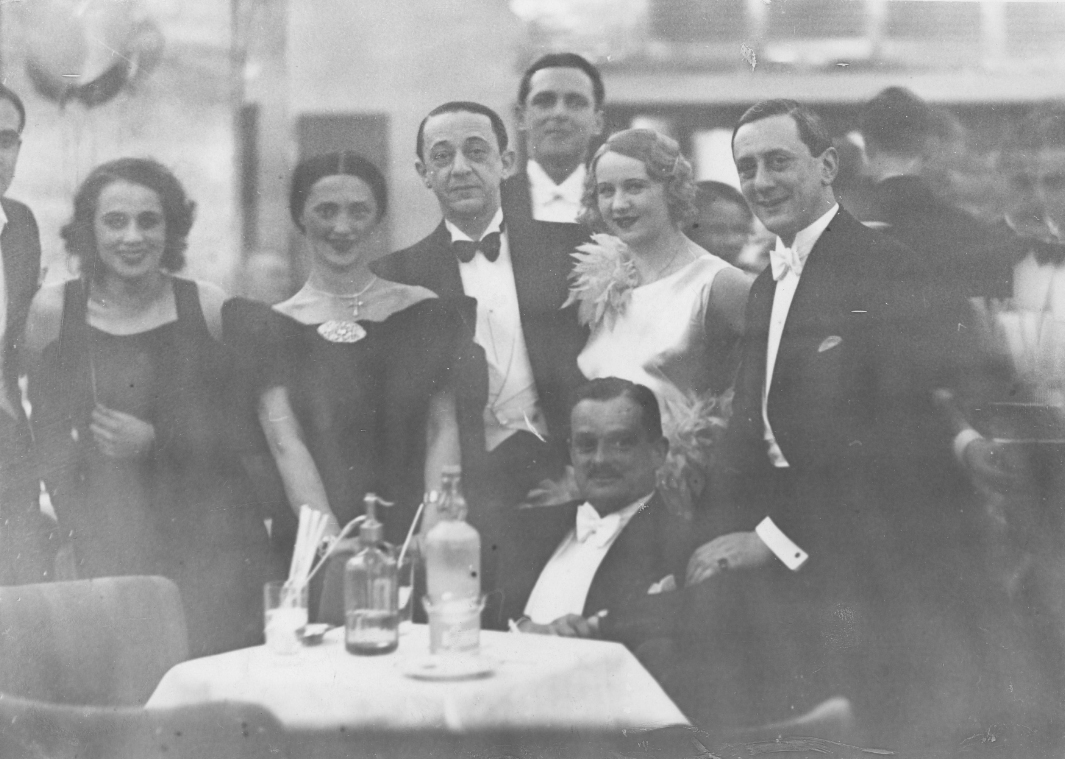
Polscy artyści, uczestnicy balu prasy
w „Adrii”, 1934

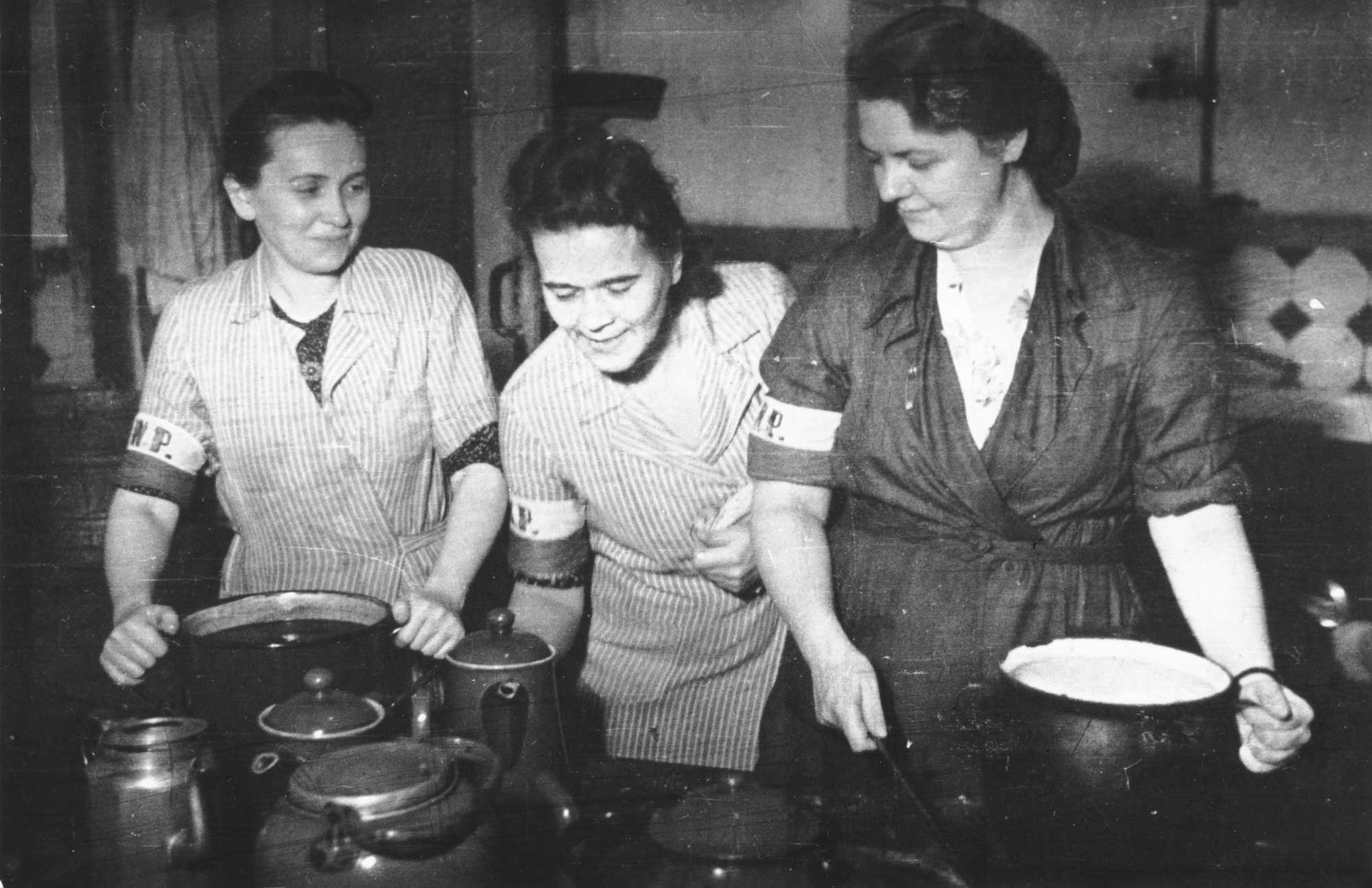
Stołówka powstańcza w „Adrii”, 1944

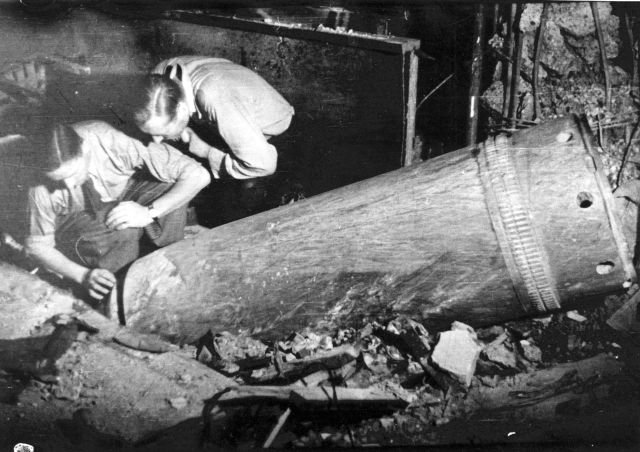
Rozbrajanie przez saperów niewybuchu pocisku moździerzowego 600 mm, który przebił kilka pięter kamienicy i utkwił w piwnicach „Adrii”, 1944

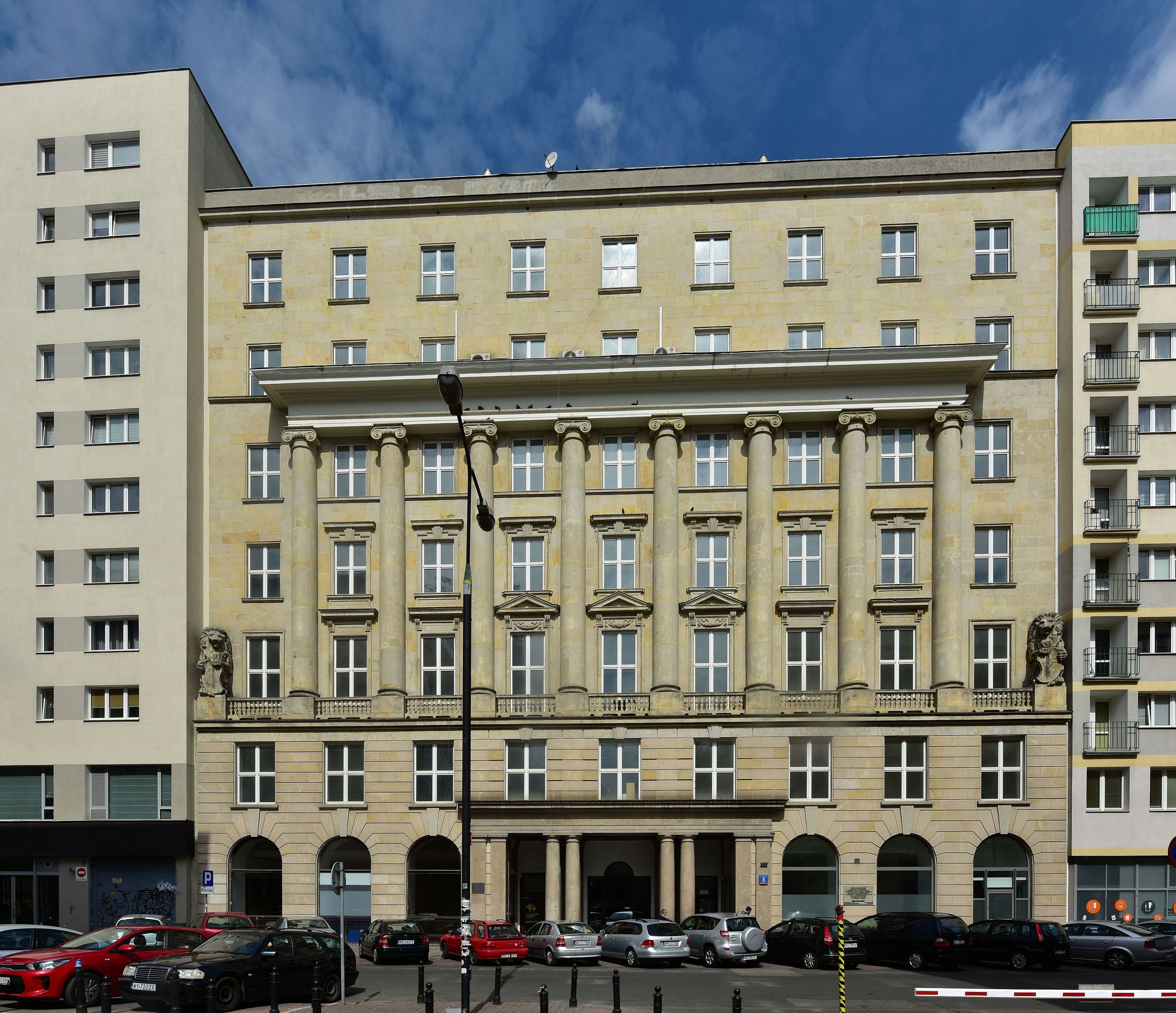
Obecny budynek dawnej siedziby „Adrii” przy ul. Moniuszki 8, 2019

Adria – lokal gastronomiczno-rozrywkowy znajdujący się w latach 1931–1944 w śródmieściu Warszawy, przy ul. Moniuszki 10. W latach 30. XX w. najelegantszy lokal w stolicy.

## Historia
Gmach Towarzystwa Riunione Adriatica di Sicurtà przy ul. Moniuszki 10 (po II wojnie światowej – Moniuszki 8), w którym mieściła się „Adria”, powstał w latach 1928–1930. Został zaprojektowany przez Edwarda Ebera. Jego żona Alicja Eber zaprojektowała szyld do restauracji „Adria”, była także autorką fresku, który ozdabiał plafon „Adrii”. Lokal – przedsiębiorstwo kawiarniano-dancingowo-kabaretowe – znajdujące się w przyziemiu i podziemiach budynku, zaprojektowali: Edward Seydenbeutel, Jerzy Gelbard, Grzegorz Sigalin i Roman Sigalin. Mógł on pomieścić do 1500 gości.
Lokal miał klimatyzację, ogrzewającą i filtrującą powietrze, które w ciągu godziny 5-krotnie wymieniało się w salach i 15-krotnie w kuchni.
Lokal rozpoczął działalność w lutym 1931. „Adria” składała się z hallu, zimowego ogrodu kawiarnianego z ptakami i roślinami pod szklanym dachem, sali kawiarnianej, baru amerykańskiego, sali dancingowej, w której znajdował się mały parkiet i parkiet obrotowy. Dancing był czynny po południu i przez całą noc. W „Adrii” występowały m.in. orkiestry Jerzego Petersburskiego i Artura Golda.
Twórcą, kierownikiem i współwłaścicielem lokalu był od ok. 1930 pochodzący ze Lwowa Franciszek Moszkowicz. „Adria” była najbardziej eleganckim lokalem w Warszawie, miejscem spotkań sfer rządzących i ówczesnej elity. Według relacji Moszkowicza z lipca 1935, do tego czasu zapłacił z tytułu zysków w „Adrii” milion zł podatków.
W okresie okupacji niemieckiej „Adria” była chętnie odwiedzana przez funkcjonariuszy SS i policji niemieckiej. Po 1940 lokal miał status Nur für Deutsche. 22 maja 1943 żołnierz AK Jan Kryst ps. „Alan” przeprowadził w „Adrii” samotny atak na bawiących się tam Niemców. Zanim zginął zdołał zastrzelić trzech gestapowców. Jego czyn upamiętnia tablica umieszczona na ścianie budynku w październiku 1995.
W czasie powstania warszawskiego mieściła się tam m.in. stołówka powstańcza. Na górnych piętrach gmachu przez krótki czas działała radiostacja „Błyskawica” oraz Wydział Propagandy Komendy Głównej Armii Krajowej.
18 sierpnia 1944 w budynek przy ul. Moniuszki 10 trafił pocisk kalibru 600 mm wystrzelony z moździerza Karl Gerät. Pocisk przebił się przez wszystkie stropy, kopułę oraz parkiet restauracji "Adria" i ostatecznie zatrzymał się w piwnicach, ale nie eksplodował. Powstańczy saperzy rozbroili niewybuch i uzyskali z niego materiał wybuchowy, który został użyty do produkcji granatów. Skorupa pocisku pozostała w piwnicach „Adrii”. Odnaleziono ją w połowie lat 60. XX wieku, podczas usuwania gruzu przed odbudową restauracji i przekazano do Muzeum Wojska Polskiego w Warszawie.
Po wojnie budynek odbudowano z przeznaczeniem dla Państwowego Zakładu Ubezpieczeń. W 1973 reaktywowano w nim lokal pod wcześniejszą nazwą. Był jedynym lokalem w Warszawie funkcjonującym w tym samym miejscu i pod oryginalną nazwą. Nowa „Adria” składała się z kawiarni i baru kawowego na parterze oraz restauracji w podziemiu. Restauracja była jedną z najbardziej eleganckich w Warszawie i była chętnie odwiedzana przez gości zagranicznych oraz polskich emigrantów odwiedzających Warszawę. Specjalizowała się w kuchni polskiej serwując dania z drobiu, ryb i dziczyzny. W latach 90. zachęcała do odwiedzin godzinami otwarcia od 10 rano do 4 rano, klimatyzacją i personelem władającym językami obcymi. W podziemiach otwarto nocny klub. Nową „Adrię” zamknięto w listopadzie 2005.

## W filmie
W 1933 we wnętrzach „Adrii” zrealizowano część zdjęć do filmu Jego ekscelencja subiekt.